# Maria Nowicka-Marusczyk
Maria Ludwika Nowicka-Marusczyk (ur. 6 czerwca 1940 w Poniewieżu) – polska socjolożka, działaczka opozycyjna.

## Życiorys
W październiku 1956 jako uczennica Liceum Ogólnokształcącego w Kazimierzu Dolnym organizowała zbiórki dla powstańców węgierskich. Ukończyła studia na Wydziale Polonistyki (1962) oraz Wydziale Filozofii i Socjologii (1965) Uniwersytetu Warszawskiego.
Pracowała w administracji w Wyższej Szkole Pedagogicznej oraz Uniwersytecie Śląskim w Katowicach (1967–1970), analityczka w Śląskim Wydawnictwie Prasowym w Katowicach (1970–1972), redaktorka gazety zakładowej „Wiadomości Ośrodka” w Centralnym Ośrodku Badawczo-Rozwojowym Separator tamże (1972–1975), socjolożka w Wojewódzkim Przedsiębiorstwie Wodociągów i Kanalizacji w Gdańsku (1975–1977), inspektorka oraz starsza inspektorka w Urzędzie Miejskim w Sopocie (1977–1979). W latach 1979–1980 pozostawała bez zatrudnienia. Od grudnia 1980 pracowała w Międzyzakładowej Komisji Związkowej NSZZ „Solidarność” w Gdańsku, socjolożka w Zespole Analiz Bieżących, specjalistka ds. społecznych w oddziale Ośrodka Prac Społeczno-Zawodowych. Od listopada 1981 była samodzielną pracowniczką ds. organizowania pomocy zimowej. W latach 1982–1989 udostępniała swoje mieszkanie na potrzeby spotkań działaczy „Solidarności”. Była także współzałożycielką i działaczką Komisji Charytatywnej przy parafii św. Brygidy w Gdańsku.
W latach 1990–1992 była członkinią Komitetu Wykonawczego Chrześcijańsko-Demokratycznego Stronnictwa Pracy.
Córka Władysława Siły-Nowickiego oraz Ireny Siły-Nowickiej, siostra Agnieszki Dąbrowskiej, żona Konrada Marusczyka (1936–1996). Po śmierci męża wróciła do Warszawy.

## Odznaczenia
- Krzyż Kawalerski Orderu Odrodzenia Polski „za wybitne zasługi w działalności na rzecz przemian demokratycznych w Polsce, za osiągnięcia w podejmowanej z pożytkiem dla kraju pracy zawodowej i społecznej” (2011)[5]
- Krzyż Wolności i Solidarności „za zasługi w działalności na rzecz niepodległości i suwerenności Polski oraz respektowania praw człowieka w Polskiej Rzeczypospolitej Ludowej” (2016)[6][7]

## Publikacje książkowe
- Władysław Siła-Nowicki. Wspomnienia i dokumenty, t. 1–2, Wrocław, 2002.